# Pinus herrerae
Pinus herrerae ist ein immergrüner Nadelbaum aus der Gattung der Kiefern (Pinus) mit meist 15 bis 20 Zentimeter langen, in Dreiergruppen wachsenden Nadeln und 3 bis 3,5 Zentimeter langen Samenzapfen. Das natürliche Verbreitungsgebiet liegt in Mexiko. Die Art ist nicht gefährdet. Das Holz und auch das Harz werden wirtschaftlich genutzt, die Art jedoch nicht in Gärten verwendet.

## Beschreibung

### Erscheinungsbild
Pinus herrerae wächst als immergrüner, 30 bis 35 Meter hoher Baum. Der Stamm ist gerade oder manchmal verdreht und erreicht einen Brusthöhendurchmesser von 80 bis 100 Zentimeter. Die Stammborke ist dick, rau, rötlich braun bis graubraun und durch flache, längsverlaufende Furchen in schuppenförmige Platten unterteilt. Die Krone ist offen und beinahe kugelförmig. Die Äste sind lang, dünn überhängend oder waagrecht stehend. Die Benadelung ist leicht hängend. Junge Triebe sind orangebraun, glatt, unbehaart und zeigen gut entwickelte, am Zweig herablaufende Pulvini.

### Knospen und Nadeln
Die vegetativen Knospen sind eiförmig-spitz bis eiförmig-länglich oder zylindrisch und nicht harzig. Endständige Knospen sind 10 bis 15 Millimeter lang, seitständige Knospen sind kleiner. Die als Knospenschuppen ausgebildeten Niederblätter sind braun, pfriemförmig und trockenhäutig. Sie haben eine zurückgebogene Spitze. Die Nadeln wachsen zu dritt in einer anfangs bis zu 20 Millimeter langen, sich später auf 8 bis 15 Millimeter verkürzenden Nadelscheide, die durch das Nadelwachstum in die Länge gezogen sein kann. Die Nadeln sind gelblich grün bis hell grün, dünn und biegsam, herabhängend oder ausbreitend, 15 bis 20, selten ab 10 Zentimeter lang und 0,7 bis 0,9 Millimeter dick. Sie bleiben drei Jahre am Baum. Der Nadelrand ist fein gesägt, das Ende spitz. Auf allen Nadelseiten gibt es schmale Spaltöffnungslinien. Es werden meist zwei oder drei, selten nur einer oder vier Harzkanäle gebildet.

### Zapfen und Samen

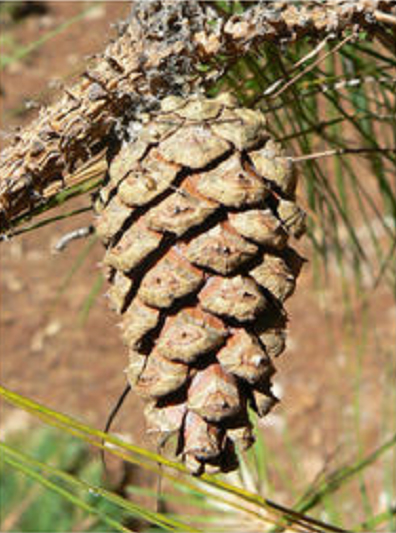
Samenzapfen

Die Pollenzapfen sind gelblich grün und rot überlaufen, eiförmig-länglich bis zylindrisch und 1,5 bis 1,8 Zentimeter lang bei Durchmessern von etwa 5 Millimetern. Die Samenzapfen wachsen nahe den Enden von Zweigen, einzeln oder zu zweit gegenüberliegend, selten in Wirteln zu dritt auf 10 bis 15 Millimeter langen, anfangs geraden und später gebogenen Stielen, die auch beim Abfallen am Zapfen bleiben. Ausgereifte Zapfen sind geschlossen schmal eiförmig, geöffnet beinahe symmetrisch oder leicht gebogen, eiförmig, 3 bis 3,5, selten ab 2 und bis 4 Zentimeter lang bei Durchmessern von zwei bis 3,5 Zentimetern. Die 35 bis 85 Samenschuppen sind dick holzig, länglich, gerade oder zurückgebogen. Die Apophyse ist leicht erhoben und quer gekielt, mit gewelltem oder ganzrandigem Ende, radial gestreift und hellbraun. Der Umbo ist pyramidenförmig und mit einem kleinen, abfallenden Stachel bewehrt. Die Samen sind eiförmig oder verkehrt-eiförmig, leicht abgeflacht, 2,5 bis 4 Millimeter lang, 2 bis 3 Millimeter breit und dunkel graubraun. Der Samenflügel ist schief eiförmig, 5 bis 8 Millimeter lang, 3 bis 5 Millimeter breit, durchscheinend und gelblich mit einem dunklen Ton.

## Verbreitung, Ökologie und Gefährdung
Das natürliche Verbreitungsgebiet von Pinus herrerae liegt in Mexiko im Südwesten des Bundesstaates Chihuahua, in Sinaloa, Durango, Guerrero, Michoacán  und im Westen und Süden von Jalisco. Es erstreckt sich entlang der Sierra Madre Occidental und entlang der Sierra Madre del Sur, wo es dichtere Bestände gibt.
Die Art wächst in Höhen von 1500 bis 2600 Metern, in der Sierra de Cuale im Westen von Jalisco findet man sie schon ab einer Höhe von 1100 Metern. Das Verbreitungsgebiet wird der Winterhärtezone 9 zugerechnet mit mittleren jährlichen Minimaltemperaturen zwischen -6,6° und -1,2° Celsius (20 bis 30° Fahrenheit). Die jährliche Niederschlagsmenge reicht von 900 bis 1600 Millimeter und nimmt nach Süden hin zu. Die Trockenperiode dauert von November bis Mai. Die Wälder sind meist Kiefernwälder oder Mischwälder aus Kiefern und Eichen, in denen man die Art zusammen mit einer großen Zahl anderer Kiefernarten findet und lokal auch mit Vertretern der Douglasien (Pseudotsuga). Weitere Laubbäume sind Vertreter der Erdbeerbäume (Arbutus), der Erlen, der  Zimterlen (Clethra), der Walnüsse (Juglans), Persea, Clusia,  und der Linden (Tilia). In weiten Gebieten werden die Wälder stark durch Menschen beeinflusst, beispielsweise durch das Fällen großer Kiefern, durch wiederkehrende Brände oder das Weiden von Nutztieren.
In der Roten Liste der IUCN wird Pinus herrerae als nicht gefährdet („Lower Risk/least concern“) eingestuft. Es wird jedoch darauf hingewiesen, dass eine Neubeurteilung notwendig ist.

## Systematik und Forschungsgeschichte
Pinus herrerae ist eine Art aus der Gattung der Kiefern (Pinus), in der sie der Untergattung Pinus, Sektion Trifoliae und Untersektion Australes zugeordnet ist. Sie wurde erst 1940 von Maximino Martínez in den Anales del Instituto de Biológia de la Universidad Nacional de México erstmals wissenschaftlich beschrieben. Der Gattungsname Pinus wurde schon von den Römern für mehrere Kiefernarten verwendet. Das Artepitheton herrerae ehrt den mexikanischen Biologen Alfonso Herrera, einem Kollegen von Maximino Martínez an der Universität von Mexiko.
Pinus herrerae ist nahe mit den ebenfalls kleinzapfigen Pinus teocote und Pinus lawsonii verwandt. Manchmal wird sie sogar als Varietät (Pinus teocote var. herrerae (Martínez) Silba) von Pinus teocote angesehen.

## Verwendung
Das Holz von Pinus herrerae hat eine gute Qualität und wird im gesamten Verbreitungsgebiet genutzt, das Harz wird wirtschaftlich gewonnen. Eine Verwendung als Zierbaum ist nicht bekannt.